# The Stud (bar)
The Stud es un bar queer ubicado en South of Market, un barrio de San Francisco. Fue iniciado por los asociados George Matson y Alexis Muir (Alexis era una mujer transgénero entonces conocida como Richard Conroy) el 27 de mayo de 1966. Según George Matson, era un "bar para personas, no solo para cuerpos bonitos". Originalmente, The Stud estaba ubicado en 1535 Folsom Street; en 1987 se mudó a su ubicación actual en las calles Ninth y Harrison. The Stud es conocido por sus fiestas temáticas, espectáculos de drag y burlesque y eventos comunitarios. También albergó el famoso Trannyshack, un programa semanal de drag que presentó a todos los diferentes tipos de drag y estrellas de drag desde 1996 hasta 2008.

## Historia
The Stud fue iniciado originalmente por George Mason y Richard Conroy en 1966 (Richard Conroy era una mujer transgénero más tarde conocida como Alexis Muir; este nombre puede ser una referencia a John Muir, quien era su tío abuelo). A principios de la década de 1970, George vendió su mitad a Richard. Richard luego se lo vendió a Jerry "Trixie" Jones, Heidi Steffan y Jan Hill. Jerry "Trixie" Jones también era propietario parcial de Hamburger Mary's, un icónico restaurante gay, al otro lado de la calle.
En la década de 1960, las áreas principalmente gay de San Francisco eran Polk Street, el distrito de Tenderloin y South of Market. South of Market se convirtió en el centro de la subcultura leather en la comunidad gay en 1961 cuando el bar gay The Tool Box abrió sus puertas como el primer bar de cuero en el vecindario. Cuando The Stud, junto con Febe's, abrió sus puertas en Folsom Street en 1966, otros bares y establecimientos gay de temática leather que atienden a esta subcultura siguieron creando una base para la creciente comunidad leather gay. El Stud y los demás establecimientos de este barrio crearon un espacio seguro para que los homosexuales se reunieran, fueran ellos mismos y crearan una comunidad. The Stud también fue originalmente un lugar de reunión de Hell's Angels; en 1969 se había convertido en un bar de baile para hippies al margen de la escena leather y tenía un mural psicodélico de luz negra de Chuck Arnett.
En 1974, Jim "Edie" Fleckenstein compró el Stud. Edie murió en 1994, dejando el Stud a su socio y DJ residente Larry Holloway alias LaRue y su contador Ben "Fiesta" Guibord. Luego se asociaron con Michael McElheney. LaRue murió en la década de 1990 debido a complicaciones del VIH/SIDA. Ben "Fiesta" Guibord murió en 2011, a la edad de 63 años, también por complicaciones del VIH/SIDA.

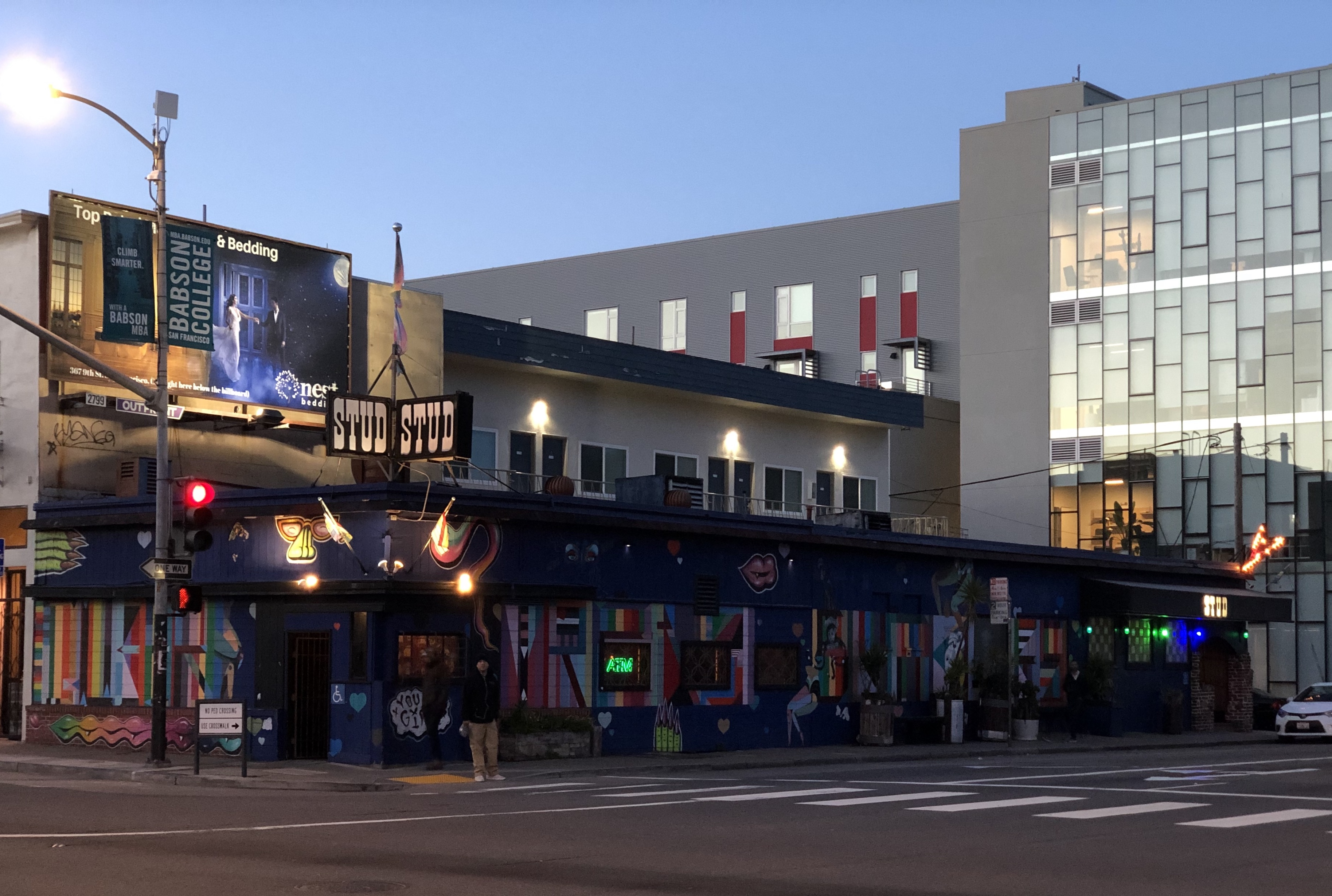
El mural que decora el exterior de The Stud fue pintado en 2017 por Xara Thustra y las colaboradoras Monica Caniao y You Go Girl.

En el verano de 2016, The Stud recibió un gran aumento de alquiler y Michael McElheney decidió que era hora de retirarse. Cuando el bar se enfrentó al cierre, los miembros de la comunidad local comenzaron a organizarse con la esperanza de preservar el bar histórico. Esta organización resultó en la formación de un colectivo de profesionales de la vida nocturna, que compró el negocio de Michael McElheney. Los miembros del colectivo incluyen artistas, DJ e intérpretes como Honey Mahogany, Siobhan Aluvalot, Vivvyanne Forevermore y Rachel Ryan. El colectivo tomó posesión del Stud el 30 de diciembre de 2016, convirtiéndolo, según el miembro del colectivo Nate Allbee, en "el primer club nocturno cooperativo en los Estados Unidos".

## Trannyshack
Uno de los espectáculos de drag más antiguos de San Francisco, Trannyshack, fue iniciado en 1996 por Heklina, una conocida drag queen de San Francisco. Muchas drag queens y celebridades famosas adornaron el escenario en Trannyshack, incluidos muchos concursantes de RuPaul's Drag Race y el propio RuPaul. Debido a la controversia sobre el uso de la palabra "transexual", se cuestionó el nombre del espectáculo, lo que llevó a Heklina a terminarlo y cambiar su nombre. En 2008, Trannyshack terminó sus presentaciones en The Stud.

## Reconocimientos
Alexis Muir, cofundador y expropietario de The Stud, fue honrado en 2017 junto con otros notables, nombrados en huellas de botas de bronce, como parte del San Francisco South of Market Leather History Alley.
The Stud es parte del Distrito Cultural Leather & LGBTQ. La Junta de Supervisores de San Francisco estableció el distrito con una legislación promulgada por el alcalde el 9 de mayo de 2018. El 12 de junio de ese año se llevó a cabo un corte de cinta fuera del Stud para conmemorar la designación.